# 8 Cygni
Désignations
8 Cygni (en abrégé 8 Cyg) est une étoile de la constellation boréale du Cygne. Elle est visible à l'œil nu avec une magnitude apparente de 4,74. L'étoile présente une parallaxe annuelle de 3,79 mas mesurée par le satellite Hipparcos, ce qui permet d'en déduire qu'elle est située à approximativement ∼ 860 a.l. (∼ 264 pc) de la Terre. Elle se rapproche du Système solaire à une vitesse radiale héliocentrique de −21 km/s.
8 Cygni est classée comme une sous-géante bleu-blanc de type spectral B3IV. Sa température de surface est de 16 100 K, ce qui la place bien à l'intérieur de la gamme de température des étoiles de type B, comprise entre 11 000 et 25 000 K. Elle apparaît tourner lentement sur elle-même pour une étoile de ce type, avec une vitesse de rotation projetée de 15 km/s. L'étoile est estimée être 6,4 fois plus massive que le Soleil, et son rayon est 6,5 fois plus grand que le rayon solaire, mais elle est plus de 2 500 fois plus lumineuse que le Soleil. Ses abondances élémentaires ont été déterminées comme étant proches de celles du Soleil. Le satellite TESS a mis en évidence que l'étoile est une étoile de type B à pulsation lente (SPB).